# لويغي ماجني
لويغي ماجني (بالإيطالية: Luigi Magni) (و. 1928 – 2013 م) هو مخرج أفلام، وكاتب سيناريو إيطالي، ولد في روما، توفي في روما، عن عمر يناهز 85 عاماً.

## جوائز
حصل على جوائز منها:
- وسام استحقاق الجمهورية الإيطالية.

## وصلات خارجية
- لويغي ماجني على موقع IMDb (الإنجليزية)
- لويغي ماجني على موقع ألو سيني (الفرنسية)
- لويغي ماجني على موقع ميوزك برينز (الإنجليزية)
- لويغي ماجني على موقع أول موفي (الإنجليزية)
- لويغي ماجني على موقع قاعدة بيانات الأفلام السويدية (السويدية)
- لويغي ماجني على موقع ديسكوغز (الإنجليزية)
- لويغي ماجني على موقع قاعدة بيانات الفيلم (الإنجليزية)
- لويغي ماجني على موقع كينوبويسك (الروسية)